# Money in the Bank (2020)
Money in the Bank (2020) foi um evento de luta livre profissional produzido pela WWE e transmitido em formato pay-per-view (PPV) pelo WWE Network, e contou com a participação de lutadores do Raw e SmackDown. O evento foi transmitido em 10 de maio de 2020. Enquanto a maior parte do evento foi ao ar ao vivo no WWE Performance Center em Orlando, Flórida, as lutas de escadas do Money in the Bank foram pré-gravadas em 15 de abril no prédio da sede global Titan Towers da WWE em Stamford, Connecticut. Foi o décimo primeiro evento da cronologia Money in the Bank.
O evento foi originalmente programado para acontecer na Royal Farms Arena em Baltimore, Maryland, mas o local cancelou todos os shows que seriam realizados devido à pandemia de COVID-19. Em resposta, a WWE aproveitou a situação e moveu as duas lutas de escadas para o edifício da sua sede global em Stamford com um novo nome "Corporate Ladder" onde as pastas foram suspensas acima de um ringue no telhado do edifício. Os lutadores começaram no andar térreo e lutaram para chegar ao telhado.
Oito lutas foram disputadas no evento, incluindo uma no pré-show. No evento principal, Otis e Asuka ganharam suas respectivas lutas de escadas do Money in the Bank, que foram disputados ao mesmo tempo. Em outras lutas proeminentes, Drew McIntyre derrotou Seth Rollins para reter o Campeonato da WWE, Braun Strowman derrotou Bray Wyatt para reter o Campeonato Universal e Bayley derrotou Tamina para reter o Campeonato Feminino do SmackDown.

## Produção

### Conceito
O Money in the Bank (MITB) é um evento anual de pay-per-view produzido pela WWE desde 2010 e geralmente realizado entre maio e julho. O conceito do show vem da lua de escadas do Money in the Bank da WWE, na qual vários lutadores usam escadas para recuperar uma pasta pendurada acima do ringue. A pasta contém um contrato que garante ao vencedor uma luta por um campeonato mundial de sua escolha a qualquer momento dentro do próximo ano. Para 2020, os lutadores masculinos competiram por um contrato para garantir a eles uma luta pelo Campeonato da WWE (Raw) ou pelo Campeonato Universal (SmackDown) enquanto as lutadoras femininas competiam por uma luta pelo Campeonato Feminino do Raw ou pelo Campeonato Feminino do SmackDown, embora um dia após o evento, foi revelado que a luta feminina era, na verdade, pelo Campeonato Feminino do Raw em vez de um contrato de luta pelo título, devido às circunstâncias inesperadas que forçaram a então campeã a entrar em hiato. O show de 2020 foi o décimo primeiro evento da cronologia Money in the Bank.

#### Impacto da pandemia de Covid-19

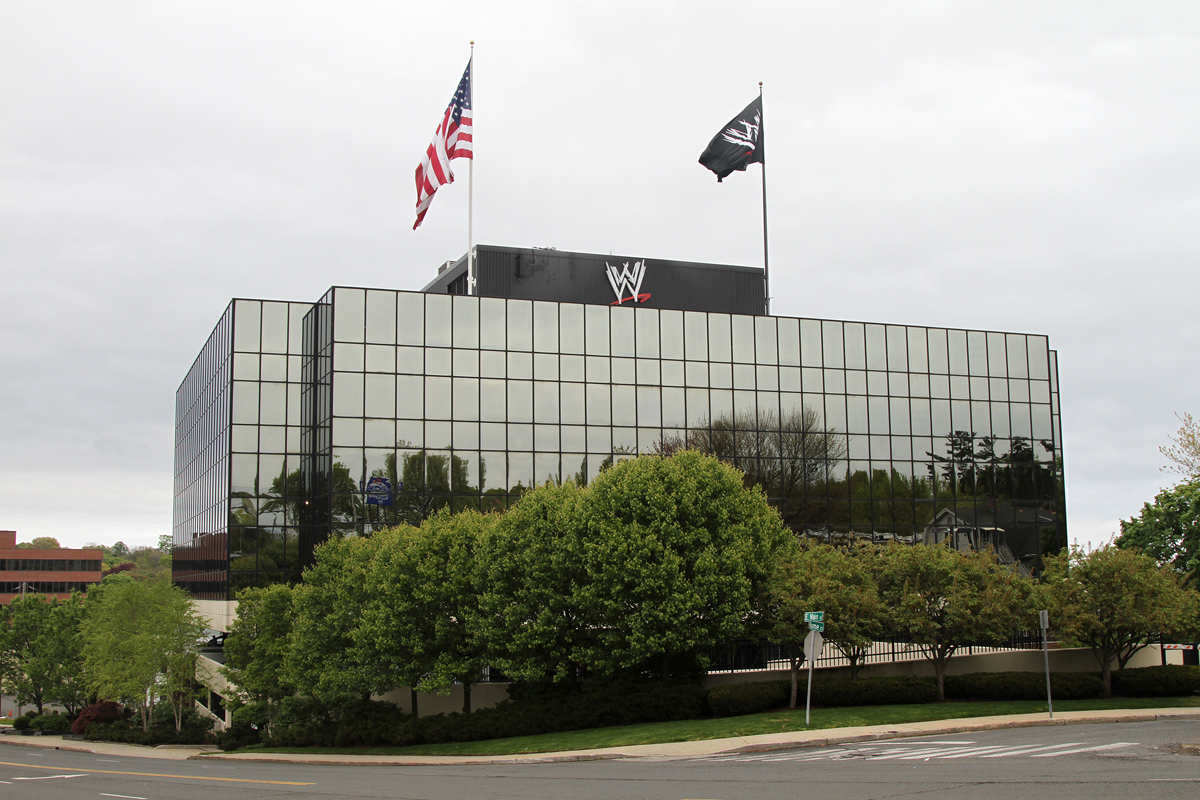
WWE Global Headquarters (de 2012), o local onde foram realizadas as lutas de escadas do Money in the Bank.

Tal como acontece com a programação da WWE desde 13 de março de 2020, a pandemia de COVID-19 exigiu mudanças no PPV; o Money in the Bank foi originalmente anunciado com a Royal Farms Arena de Baltimore como o local anfitrião. No entanto, em 30 de março, uma semana antes da WrestleMania 36, o governador de Maryland, Larry Hogan, emitiu uma ordem de permanência em casa. Um anúncio promovendo o Money in the Bank foi ao ar durante a WrestleMania 36 Parte 2 em 5 de abril, mas sem referência a uma cidade ou local. Posteriormente, a Royal Farms Arena cancelou todos os eventos devido à pandemia e começou a emitir reembolsos.
A WWE inicialmente não anunciou se o evento ainda continuaria de um local diferente (como o WWE Performance Center em Orlando, Flórida, onde a maioria dos shows da WWE foram realizados desde 13 de março), mas em 17 de abril No episódio do SmackDown, foi anunciado que as duas lutas de escada do Money in the Bank aconteceriam na sede global da WWE em Stamford, Connecticut . Um novo nome " Corporate Ladder " também foi adicionado às lutas, em que os participantes tinham que se deslocar do andar térreo do prédio até o telhado para localizar as pastas, que estavam suspensas sobre um ringue no telhado. No episódio de 1º de maio do SmackDown, também foi anunciado que as lutas masculinas e femininas aconteceriam ao mesmo tempo. Com as mudanças no formato, o número de participantes em cada luta também foi reduzido para seis; desde o evento de 2018, as lutas de escada masculina e feminina contaram com oito lutadores que foram divididos igualmente entre as marcas Raw e SmackDown.  Enquanto as lutas de escada foram pré-gravadas em 15 de abril, foi confirmado no dia do evento que todas as outras lutas aconteceriam ao vivo no WWE Performance Center.

### Histórias
O show foi composto por oito lutas, incluindo uma no pré-show. As lutas resultaram de histórias roteirizadas, em que os lutadores retratavam heróis, vilões ou personagens menos distintos em eventos roteirizados que criaram tensão e culminaram em uma luta ou série de lutas. Os resultados foram predeterminados pelos escritores da WWE nas marcas Raw e SmackDown, enquanto as histórias foram produzidas nos programas semanais de televisão da WWE, Monday Night Raw e Friday Night SmackDown .
No Super ShowDown, "The Fiend" Bray Wyatt perdeu o Campeonato Universal para Goldberg, que por sua vez perdeu o título para Braun Strowman durante a WrestleMania 36 Parte 1. No episódio seguinte do SmackDown, Wyatt interrompeu Strowman após sua luta e lembrou a Strowman que foi ele quem o trouxe para a WWE com seu antigo grupo da Wyatt Family. Ele então declarou que queria seu título de volta e Strowman aceitou o desafio, que estava agendado para o Money in the Bank, embora contra o eu normal de Wyatt em vez de The Fiend.
As lutas classificatórias para a luta feminina do Money in the Bank começaram no Raw de 13 de abril. Asuka, Shayna Baszler e Nia Jax se classificaram para a luta derrotando Ruby Riott, Sarah Logan e Kairi Sane, respectivamente. Dana Brooke então se classificou derrotando Naomi no episódio de 17 de abril do SmackDown. No SmackDown da semana seguinte, Lacey Evans derrotou Sasha Banks para se classificar para a luta. Carmella conquistou a posição final ao derrotar Mandy Rose no episódio de 1º de maio do SmackDown.
As lutas classificatórias para a luta masculina do Money in the Bank começaram no SmackDown de 17 de abril, onde Daniel Bryan derrotou Cesaro para se classificar. No Raw seguinte, Aleister Black, Apollo Crews e Rey Mysterio se classificaram para a luta derrotando Austin Theory, Montel Vontavious Porter (MVP) e Murphy, respectivamente. King Corbin então se classificou derrotando Drew Gulak no episódio de 24 de abril do SmackDown. No Raw de 27 de abril, Crews machucou o joelho esquerdo durante a luta pelo campeonato dos Estados Unidos contra Andrade, sendo então retirado da luta de escadas. Otis foi o próximo a se classificar ao derrotar Dolph Ziggler no episódio de 1º de maio do SmackDown. No episódio de 4 de maio do Raw, AJ Styles - em sua primeira aparição desde que foi enterrado vivo por The Undertaker na WrestleMania - ganhou uma luta gauntlet Last Chance para tomar a vaga final desocupada por Crews.
Durante a WrestleMania 36 Parte 2, Tamina foi eliminada em primeiro lugar na luta fatal five-way de eliminação pelo Campeonato Feminino do SmackDown devido a todas as outras competidoras se empilharem em cima dela para o pin; Bayley posteriormente reteve o título. No SmackDown seguinte, Tamina apontou o fato de que Bayley nem qualquer outra competidora naquela luta realmente a venceu e desafiou Bayley para uma luta individual pelo título. Bayley concordou se Tamina conseguisse derrotar sua amiga Sasha Banks, que ela fez na semana seguinte para ganhar a disputa pelo título no Money in the Bank.
Durante a WrestleMania 36 Parte 1, Seth Rollins perdeu para Kevin Owens, enquanto no evento principal da Parte 2, Drew McIntyre derrotou Brock Lesnar para ganhar o Campeonato da WWE. No Raw de 13 de abril, Rollins afirmou que ao perder para Owens, ele foi crucificado e agora realmente ressuscitou (comprando sua gimmick de "Monday Night Messiah"). Mais tarde, ele atacou McIntyre após a luta do último e aplicou dois Stomps nele. Na semana seguinte, McIntyre desafiou Rollins para uma luta no Money in the Bank com seu título em jogo, afirmando que, como campeão, ele precisava enfrentar os melhores. Rollins respondeu, notando suas semelhanças, como ambos sendo ex- campeões do NXT, bem como ambos derrotando Lesnar para ganhar um campeonato mundial na WrestleMania (que Rollins fez duas vezes, primeiro na WrestleMania 31 pelo Campeonato da WWE - na época chamado de Campeonato Mundial dos Pesos Pesados da WWE - e novamente na WrestleMania 35 pelo Campeonato Universal). Rollins então aceitou o desafio de McIntyre.
No episódio de 17 de abril do SmackDown, Big E (representado o The New Day) derrotou Jey Uso (representando The Usos ) e o atual co-campeão The Miz (representando a si mesmo e John Morrison ) em uma luta triple threat para vencer o Campeonato de Duplas do SmackDown para o New Day. Na semana seguinte, Lucha House Party ( Lince Dorado e Gran Metalik ) iriam desafiar o New Day, mas foram interrompidos por Miz e John Morrison, que também desafiaram o The New Day. Os Forgotten Sons (Steve Cutler, Jaxson Ryker e Wesley Blake) então fizeram sua estréia no SmackDown, declarando que assumiriam a divisão de duplas da marca antes de atacar o New Day. Na semana seguinte, The Forgotten Sons (Cutler e Blake) derrotaram The New Day (Big E e Kofi Kingston ) em uma luta sem título, onde Miz e Morrison comentaram. O New Day foi então agendado para defender o Campeonato de Duplas do SmackDown contra The Forgotten Sons, Miz e Morrison, e Lucha House Party em uma luta fatal four-way de duplas no Money in the Bank.

## Evento
| Função:                     | Nome:                     |
| --------------------------- | ------------------------- |
| Comentaristas em inglês     | Michael Cole (SmackDown)  |
| Comentaristas em inglês     | Corey Graves (SmackDown)  |
| Comentaristas em inglês     | Tom Phillips (Raw)        |
| Comentaristas em inglês     | Samoa Joe (Raw)           |
| Comentaristas em inglês     | Byron Saxton (Raw)        |
| Comentarista em espanhol    | Marcelo Rodríguez         |
| Anunciadores de ringue      | Greg Hamilton (SmackDown) |
| Anunciadores de ringue      | Mike Rome (Raw)           |
| Árbitros                    | Danilo Anfibio            |
| Árbitros                    | Shawn Bennett             |
| Árbitros                    | Jessika Carr              |
| Árbitros                    | John Cone                 |
| Árbitros                    | Dan Engler                |
| Árbitros                    | Darrick Moore             |
| Árbitros                    | Chad Patton               |
| Árbitros                    | Rod Zapata                |
| Entrevistadores             | Charly Caruso             |
| Entrevistadores             | Kayla Braxton             |
| Entrevistadores             | Alyse Ashton              |
| Painel de pré-exibição      | Scott Stanford            |
| Painel de pré-exibição      | Peter Rosenberg           |
| Correspondentes do pré-show | Renee Young               |
| Correspondentes do pré-show | Booker T                  |
| Correspondentes do pré-show | John "Bradshaw" Layfield  |

### Pré-show
Durante o pré-show do Money in the Bank, Jeff Hardy enfrentou Cesaro. No final, Hardy executou um Swanton Bomb em Cesaro para vencer a luta.

### Lutas preliminares
O pay-per-view começou com The New Day (Big E e Kofi Kingston) defendendo o Campeonato de Duplas do SmackDown contra The Miz e John Morrison, Lucha House Party (Lince Dorado e Gran Metalik) e The Forgotten Sons (Steve Cutler e Wesley Blake) (acompanhado por Jaxson Ryker). Durante a luta, Ryker foi expulso do ringue por interferência. No clímax, Big E executou o Big Ending em Metalik para reter o título.
Em seguida, R-Truth foi escalado para enfrentar MVP. Truth começou a insultar MVP, que ficou ofendido. Bobby Lashley então interrompeu e decidiu que seria ele quem enfrentaria Truth e MVP concordou. No final, Lashley executou um Spear em Truth para vencer a luta.
Depois disso, Bayley (acompanhada por Sasha Banks) defendeu o Campeonato Feminino do SmackDown contra Tamina. Durante a primeira metade da luta, Bayley começou a mirar na perna de Tamina. Depois que Bayley provocou Tamina jogando água nela, Tamina executou um clothesline em Bayley e a jogou na mesa dos comentaristas. Depois que Tamina realizou um Samoan Drop em Bayley, Banks distraiu Tamina. Isso permitiu que Bayley se recuperasse e atacasse Tamina. Enquanto Tamina tentava um Samoa Drop, Bayley rebateu em um roll-up para reter o título. Após a luta, enquanto Tamina tentava um Samoan Drop pela terceira vez em Bayley, Banks atacou Tamina e salvou Bayley mais uma vez.
Na próxima luta, Braun Strowman defendeu o Campeonato Universal contra Bray Wyatt. Durante a luta, Strowman dominou Wyatt. Enquanto Strowman tentava enfrentar Wyatt fora do ringue, Wyatt evitou Strowman, que colidiu com a mesa dos comentaristas. Huskus, o boneco Pig Boy, então apareceu atrás da barricada para torcer por Wyatt enquanto ele dominava Strowman. Wyatt executou uma Sister Abigail em Strowman que conseguiu o kick out. Enquanto Wyatt tentava outro Sister Abigail, Strowman rebateu em um Chokeslam. Strowman então executou um Running Powerslam em Wyatt fora do ringue. Nos momentos finais, Strowman usou sua velha máscara de "Ovelha Negra", com a qual Wyatt o havia provocado em episódios do SmackDown e era parte integrante do gimmick de Strowman durante seu tempo na Wyatt Family. Strowman começou a brincar com a mente de Wyatt, que estava rindo histericamente e exultante por Strowman provavelmente ter decidido se juntar a Wyatt e os dois se abraçaram. No entanto, Strowman empurrou Wyatt para trás, removeu a máscara e então executou um Running Powerslam em Wyatt para reter o título. Após a luta, quando Wyatt se sentou no canto percebendo que havia sido enganado, as imagens do The Fiend apareceram na tela.
Na penúltima luta, que foi a última luta do WWE Performance Center (e transmitida ao vivo), Drew McIntyre defendeu o Campeonato da WWEcontra Seth Rollins. Rollins executou um Stomp em McIntyre que conseguiu o kick out. No final, quando Rollins tentou outro Stomp, McIntyre respondeu com um Glasgow Kiss. Recuperando-se das cordas, Rollins realizou um superkick, mas como McIntyre também se recuperou das cordas, ele executou um Claymore Kick em Rollins para reter o título. Após a luta, McIntyre ofereceu um aperto de mão a Rollins, que relutantemente concordou.

### Evento principal
No evento principal, as lutas de escadas do Money in the Bank, masculina e feminina, foram disputadas simultaneamente na sede global da WWE. A luta feminina contou com Asuka, Shayna Baszler, Nia Jax, Lacey Evans, Carmella e Dana Brooke, enquanto a luta masculina contou com AJ Styles, Rey Mysterio, Aleister Black, King Corbin, Daniel Bryan e Otis. As mulheres começaram no saguão, onde Asuka saltou do mezanino em cima das outas competidoras antes de escapar em um elevador. Os homens, entretanto, começaram no ginásio, onde Otis imobilizou Styles sob uma barra . Depois de sair do ginásio, Mysterio passou correndo por um banheiro onde encontrou o Brother Love .
Bryan, Black, Otis e Corbin brigaram em um elevador, derramando-se em outro andar, onde encontraram brevemente Evans, Baszler e Carmella. Bryan executou Yes Kicks em Corbin com o incentivo de Otis, após o qual Bryan atacou Otis. Um imitador de Doink The Clown então apareceu brevemente atrás de uma cadeira. Baszler, Brooke, Jax e Carmella então entraram na sala de conferências do Money in the Bank. Depois de derrubar Jax com uma cadeira de aço, Brooke desenganchou uma pasta do Money in the Bank pendurada no teto e comemorou, pensando que tinha ganhado, mas Stephanie McMahon apareceu e lembrou a Brooke que a pasta real ainda estava no telhado. Carmella então tirou um grande pôster da parede (retratando-se ganhando a primeira luta feminina do Money in the Bank ) e o quebrou na cabeça de Brooke. Depois que Carmella saiu da sala, Evans executou um Women's Right em Carmella. Procurando por Mysterio, Styles encontrou um grande pôster de The Undertaker e então deu de cara com uma sala com o tema de Undertaker. Isso o levou a ter flashbacks de sua derrota na WrestleMania 36 para o Undertaker. Black então atacou Styles e fechou a porta, trancando-o no quarto.
Todos os participantes, exceto Styles e Asuka, convergiram para uma sala onde Paul Heyman estava se entregando a um bufê, e uma luta de comida entre gêneros começou. Durante a luta, Baszler aplicou um Kirifuda Clutch em Mysterio, que foi quebrada quando Jax e Otis atacaram e colidiram com Mysterio entre eles. Jax jogou Carmella através da mesa do bufê e provocou uma briga com Otis antes que os dois se separassem. Otis então encontrou John Laurinaitis no refeitório e jogou uma torta em seu rosto. Mais tarde, Styles e Bryan entraram no escritório de Vince McMahon, após o que o Sr. McMahon ordenou que eles fossem embora. Antes de partir, entretanto, Styles e Bryan posicionaram as cadeiras em seus devidos lugares, enquanto o Sr. McMahon higienizava suas mãos.
Asuka foi a primeira a chegar ao telhado, seguida por Jax e Evans. As três lutaram dentro e ao redor do ringue do telhado até Asuka ganhar a vantagem, deixando cair uma escada em Jax. Asuka então lutou brevemente com Evans na escada antes de jogá-la em cima de Jax. Enquanto Asuka subia a escada novamente, Corbin apareceu no telhado e subiu do outro lado da escada; no entanto, Asuka o expulsou. Asuka então pegou a pasta feminina para vencer a luta feminina. Otis foi o próximo a chegar ao telhado, seguido por Black, Mysterio, Styles e Bryan. Corbin despachou Mysterio e Black jogando-os do telhado (no Raw na noite seguinte, Mysterio revelou que eles foram jogados em uma área mais baixa do telhado). Styles executou o Phenomenal Forearm em Otis e Styles e Corbin subiram a escada. Depois de uma briga no topo da escada, Styles e Corbin tiraram a pasta dos homens com os dois segurando-a. Elias, com quem Corbin vinha brigando desde antes da WrestleMania, então apareceu e atacou Corbin com uma guitarra, fazendo com que tanto Styles quanto Corbin deixassem a pasta cair nas mãos de Otis, que venceu a luta masculina.

## Depois do evento

### Raw
Na noite seguinte no Raw, a campeã Feminina do Raw Becky Lynch apareceu com a pasta feminina do Money in the Bank e anunciou que entraria em um hiato. Uma Asuka confusa então saiu. Lynch afirmou que por Asuka ter vencido a luta feminina do Money in the Bank, ela realmente ganhou o Campeonato Feminino do Raw e abriu a maleta, revelando o cinturão dentro. Lynch então revelou que estava em um hiato porque estava grávida. Com isso, Asuka se tornou a segunda campeã feminina do Grand Slam da WWE e a terceira campeã feminina da Triple Crown.

### SmackDown
No SmackDown seguinte, o vencedor do Money in the Bank, Otis, foi um convidado do MizTV, onde The Miz e John Morrison zombaram de Otis e seu relacionamento com Mandy Rose, e então desafiaram Otis para uma luta de duplas. Devido à indisponibilidade do parceiro da equipe do Heavy Machinery de Otis, Tucker, ele teve que encontrar um parceiro diferente. O parceiro misterioso de Otis foi revelado como o Campeão Universal Braun Strowman e os dois derrotaram Miz e Morrison na luta de duplas que se seguiu. Depois, Rose saiu para parabenizar Otis e, em seguida, distraiu Strowman para que Otis tentasse usar seu contrato. Porém, apesar da tentação, Otis optou por não fazê-lo e dizendo que estava brincando.
Bray Wyatt fez seu retorno no episódio de 19 de junho do SmackDown em um segmento da Firefly Fun House e afirmou que sua rivalidade com Braun Strowman estava apenas começando antes de aparecer como seu antigo líder de culto da Wyatt Family. Wyatt afirmou que desde que ele criou Strowman, era seu trabalho destruí-lo. Na semana seguinte, Strowman respondeu desafiando Wyatt para uma luta sem título em um pântano chamado Wyatt Swamp Fight, que estava agendado para o The Horror Show at Extreme Rules.

## Resultados
| Nº                                          | Resultados | Estipulações                                                                  | Tempo |
| ------------------------------------------- | --- | ----------------------------------------------------------------------------- | ----- |
| Pré- show                                   | Jeff Hardy derrotou Cesaro | Luta individual                                                               | 13:31 |
| 1                                           | The New Day (Big E e Kofi Kingston) (c) derrotaram The Forgotten Sons (Steve Cutler e Wesley Blake) (com Jaxson Ryker), John Morrison e The Miz, e Lucha House Party (Gran Metalik e Lince Dorado) | Luta fatal four-way de duplas pelo Campeonato de Duplas do SmackDown          | 12:00 |
| 2                                           | Bobby Lashley derrotou R-Truth | Luta individual                                                               | 1:40  |
| 3                                           | Bayley (c) (com Sasha Banks) derrotou Tamina | Luta individual pelo Campeonato Feminino do SmackDown                         | 10:30 |
| 4                                           | Braun Strowman (c) derrotou Bray Wyatt | Luta individual pelo Campeonato Universal                                     | 10:55 |
| 5                                           | Drew McIntyre (c) derrotou Seth Rollins | Luta individual pelo Campeonato da WWE                                        | 19:20 |
| 6                                           | Asuka derrotou Carmella, Dana Brooke, Lacey Evans, Nia Jax, e Shayna Baszler | Luta de escadas feminina do Money in the Bank pelo Campeonato Feminino do Raw | 22:00 |
| 7                                           | Otis derrotou AJ Styles, Aleister Black, Daniel Bryan, King Corbin, e Rey Mysterio | Luta de escadas masculina do Money in the Bank                                | 27:15 |
| (c) – Refere-se aos campeões antes da luta. | |                                                                               |       |